# Relations entre l'Autriche et l'Estonie
Les relations entre l'Autriche et l'Estonie sont les relations bilatérales de l'Autriche et de l'Estonie, deux États membres de l'Union européenne.

## Histoire

### Premières relations diplomatiques entre-deux guerres (1921-1939)
Les relations entre les deux pays ont été établies le 26 juin 1921 après que l'Autriche a reconnu l'indépendance de l'Estonie.

### Seconde Guerre mondiale et annexion par la Russie (1940-1991)
En août 1940, l'Estonie est envahie par l'armée soviétique et la République socialiste soviétique d'Estonie rejoint l'Union soviétique. Elle est occupée ensuite par l'Allemagne nazi, incluant alors l'Autriche, jusqu'en 1944, date à laquelle elle est de nouveau annexé par l'Union soviétique. Elle en restera partie intégrante jusqu'en 1991.

### Indépendance de l'Estonie
Le 28 août 1991, l'Autriche reconnaît de nouveau l'indépendance de l'Estonie de l'Union soviétique. Les relations diplomatiques sont rétablies le 8 janvier 1992.

### Adhésion de l'Estonie à l'Union européenne
Le 1er mai 2004, l'Estonie adhère à l'Union européenne dont l'Autriche est membre depuis 1995.

## Coopérations thématiques

### Économie
En 2016, les exportations autrichiennes vers l'Estonie s'élevaient à 139,1 millions d'euros, tandis que les exportations estoniennes vers l'Autriche s'élevaient à 42,4 millions d'euros.

### Énergie
Les deux pays participent à l'Initiative des trois mers.

## Sources

## Compléments